# Герценвиц, Дмитрий Иванович
Дми́трий Ива́нович Герценвиц (21 сентября 1874 — после декабря 1918) — русский инженер путей сообщения и общественный деятель, член Государственной думы от Полтавской губернии.

## Биография
Родился 21 сентября 1874 года[по какому календарю?] в семье потомственных дворян Полтавской губернии. Был сыном коллежского регистратора Ивана Ивановича Герценвица. Имел братьев: Михаила (последний предводитель дворянства Полтавской губернии), Глеба и Александра; а также сестру Агриппину
Окончил Харьковское реальное училище и Институт инженеров путей сообщения по 1-му разряду (1897). Служил по Министерству путей сообщения при постройке казенных железных дорог. Дослужился до чина надворного советника.
Избирался гласным Констаниноградского уездного земского собрания (с 1901) и почётным мировым судьёй по Константиноградскому уезду (с 1902); в Константиноградском и Павлоградском уездах имел 498 десятин земли. Состоял выборщиком в Государственную думу I и II созывов по Константиноградскому уезду от съезда землевладельцев.
В 1907 году был избран членом III Государственной думы от Полтавской губернии. Входил во фракцию «Союза 17 октября». Состоял членом комиссий: бюджетной, о путях сообщения и по исполнению государственной росписи доходов и расходов. 10 ноября 1908 года Николай II назначил Герценвица членом Особой высшей комиссии для всестороннего исследования железнодорожного дела в России.
В 1912 году переизбран в Государственную думу. Входил во фракцию октябристов, после её раскола — в группу земцев-октябристов. Также входил в Прогрессивный блок. Состоял товарищем председателя комиссии о путях сообщения (со 2 декабря 1916), а также членом комиссий: по исполнению государственной росписи доходов и расходов, и бюджетной.
В августе 1915 года был избран от Государственной думы членом Особого совещания для обсуждения и объединения мероприятий по перевозке топлива, продовольственных и военных грузов.
После Февральской революции входил в состав Особой комиссии по выработке Устава о службе на железных дорогах при Министерстве путей сообщения. В апреле 1917 в качестве комиссара Временного правительства был командирован «для выяснения недоразумений, возникших между администрацией и рабочими Московско-Казанской железной дороги».
После Октябрьской революции жил в Харькове. Дальнейшая судьба неизвестна. Был женат.